# خوات دنيا (مسلسل)
خوات دنيا، مسلسل تلفزيوني درامي كويتي. إنتاج عام 2012 ومن تاليف محمد عبد الله الحمادي واخراج غافل فاضل.

## قصة العمل
تدور أحداث العمل حول مجموعة من الصديقات بمثابة الأخوات في العقد الخامس من العمر، تشاركن الماضي بكل قسوته بآلامه وآماله إخفاقاته ونجاحاته، أصبحن بمرور ربع عقد من الزمن، بمثابة عائلة جمعها الحب الحقيقيالصادق بالإضافة إلى حياتهن مجتمعة من كل النواحي، العمل والحب والعاطفة والعلاقات الاجتماعية والأسرية وما إلى ذلك.

## الفنانون المشاركون بالعمل
| الممثل           | الشخصية           |
| ---------------- | ----------------- |
| سعاد عبد الله    | أنيسة             |
| حسين المنصور     | فيصل              |
| مها أبو عوف      | ماجدة             |
| عبير عيسى        | ميسون             |
| زهرة الخرجي      | ابتسام            |
| عبير أحمد        | بدور              |
| زينة كرم         | ياسمين ابنة أنيسة |
| ملاك الخالدي     | سلوى              |
| صمود             | أمل ابنة ابتسام   |
| إبراهيم الزدجالي | مشاري زوج ياسمين  |
| محمد المسلم      | مروان ابن أنيسة   |
| مشاري البلام     | ياسر              |
| قحطان القحطاني   | جمال زوج ابتسام   |
| عيسى ذياب        | فواز              |
| أمل عباس         | أم سلوى           |
| سالي القاضي      | نانسي             |
| سوسن الهارون     | الصحفية هلا       |
| عصرية الزامل     | خديجة             |
| سليمان الياسين   | عمران             |